# Igor Newerly
Igor Newerly (* 24. März 1903 in Białowieża; † 19. Oktober 1987 in Warschau; eigentlich: Igor Abramow) war ein polnischer Schriftsteller und Pädagoge.

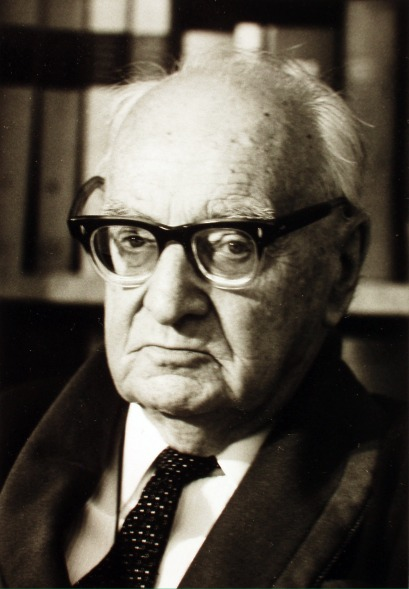
Igor Newerly,
Sept. 1987,
Foto: Konrad Weiß

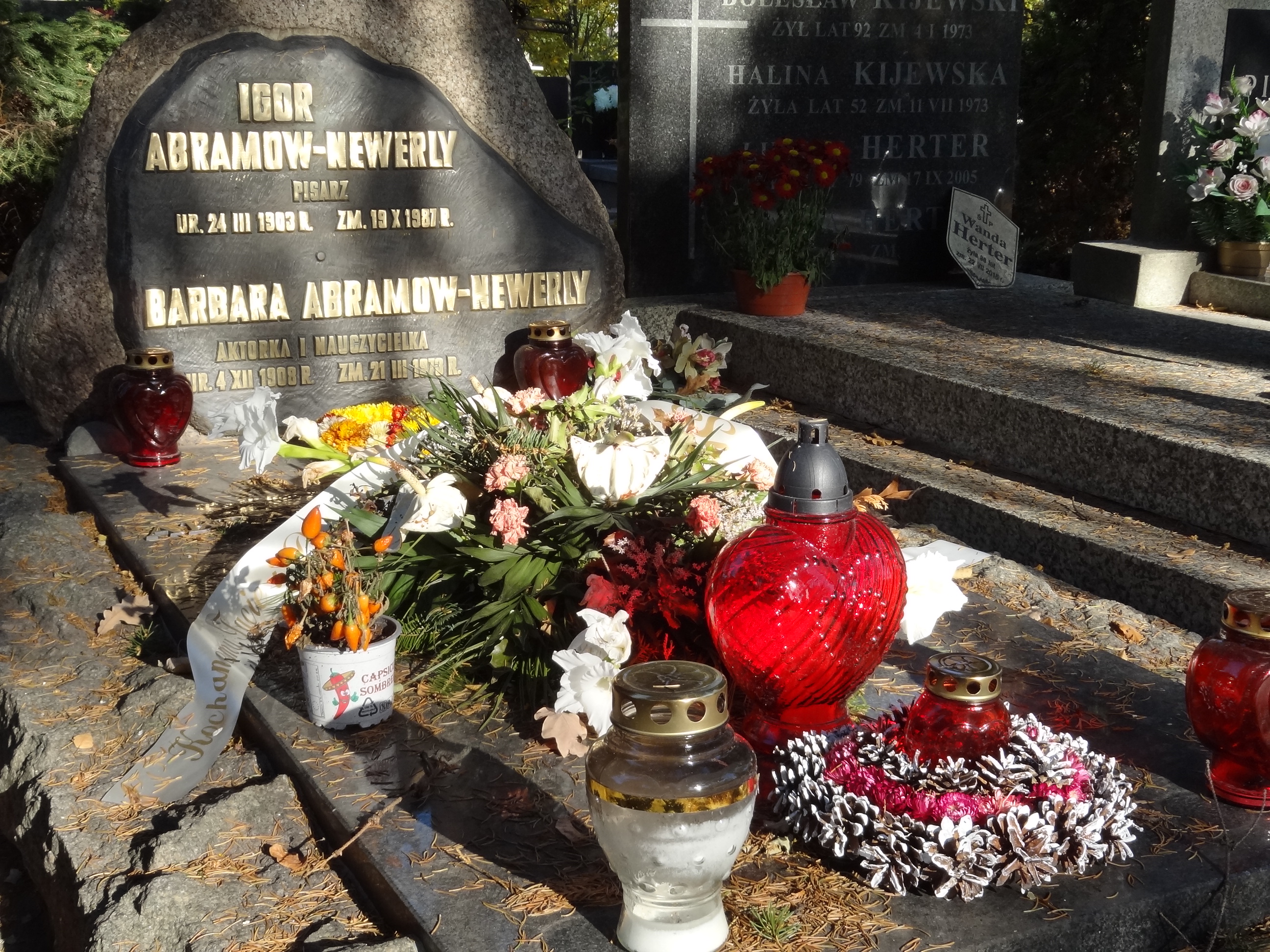
Das Grab von Newerly am Vortag von Allerheiligen,
Okt. 2021,
Foto: Ivonna Nowicka

Newerly verbrachte die Jahre 1915 bis 1923 in Russland, wo er die Oktoberrevolution miterlebte und überzeugter Kommunist wurde. Zwischen 1918 und 1921 arbeitete er im Allsowjetischen Kommunistischen Jugendverband. Einem Jurastudium in Kiew folgte nach seiner Rückkehr nach Polen ein Pädagogik-Studium an der Wolna Wszechnica Polska in Warschau. 1925 nahm er die Arbeit an fortschrittlichen Erziehungsprojekten auf und geriet in den Kreis des Pädagogen Janusz Korczak, dessen Sekretär er 1926 wurde und von dem er 1932 die Redaktion der Zeitschrift Mały Przegląd (Kleine Rundschau) übernahm.
Nach Beginn des Zweiten Weltkrieges ging Newerly in den Untergrund, wurde aber 1943 von der Gestapo verhaftet und verbrachte die Zeit bis Kriegsende in den Konzentrationslagern Majdanek, Auschwitz, Oranienburg und Bergen-Belsen. Nach 1945 stellte er sich ganz selbstverständlich in den Dienst der neuen kommunistischen Führung. Er kümmerte sich um junge „fortschrittliche“ Schriftsteller und arbeitete im Związek Literatów Polskich (Verband Polnischer Literaten). Besondere Meriten erwarb er sich als Retter und späterer Herausgeber der Ghettotagebücher Korczaks.
Bereits 1932 hatte Newerly parallel eine schriftstellerische Karriere begonnen. In seinen Romanen verband er pädagogische und aufklärerische Tendenzen mit einer klassischen Beschreibung verschiedener Milieus – durchaus auch im Geiste der Romantik, wobei die politische Zielrichtung der „Schaffung eines besseren Menschen“, sprich: Kommunisten, meist klar zu erkennen war. Deswegen konnte er nach 1945 zu einem führenden Vertreter des polnischen Sozialistischen Realismus werden. Gerade wegen seiner Beschreibungen der Natur und des Kampfes der Menschen gegen ihre Unbilden wurde Newerly auch von jungen Menschen gerne gelesen. Einige seiner Werke wurden (vor allem in der DDR) auch ins Deutsche übersetzt.
Yad Vashem ehrte ihn 1982 als Gerechter unter den Völkern, da er mehreren jüdischen Mitbürgern während des Zweiten Weltkrieges das Leben retten konnte.
Sein Sohn ist der Schriftsteller und Komponist Jarosław Abramow-Newerly.

## Werke
- Chłopiec z Salskich Stepów (1948) (dt.: Der Junge aus der Salzsteppe, Ost-Berlin 1952)
- Archipelag ludzi odzyskanych (1950) (dt.: Archipel der wiedergewonnenen Menschen, Ost-Berlin 1951)
- Pamiątka z Celulozy (1952) (dt.: Eines Menschen Weg, Ost-Berlin 1953)
- Leśne morze (1960) (dt.: Das Waldmeer. Im Reiche des Tigers, Ost-Berlin 1969, ISBN 3-353-00086-0)
- Żywe wiązanie (1966)
- Rozmowa w sadzie piątego sierpnia (1978)
- Za Opiwardą, za siódmą rzeką... (1985)
- Wzgórze Błękitnego Snu (1986) (dt.: Der Hügel vom blauen Traum, Berlin 1990, ISBN 3-353-00633-8)
- Zostało z uczty bogów (1986)